# Graciella circulum
Graciella circulum là một loài bọ cánh cứng trong họ Cerambycidae.